# Хуан Ботелья
Хуан Ботелья (4 липня 1941 — 17 липня 1970) — мексиканський стрибун у воду.
Призер Олімпійських Ігор 1960 року, учасник 1956 року.
Призер Панамериканських ігор 1959 року.